# Râul Giurcuța
Râul Giurcuța este un râu afluent al Someșului Cald. 